# سویسایدال تندنسیز
سویسایدال تندنسیز (به انگلیسی: Suicidal Tendencies) یک گروه کراس‌اور ترش آمریکایی است که در سال ۱۹۸۰ در ونیز، کالیفرنیا، توسط خواننده مایک مویر تشکیل شد. گروه دستخوش تغییرات مختلفی در ترکیب شده است و مویر تنها عضو اصلی باقی مانده است. ترکیب فعلی آنها شامل مویر، نوازندگان گیتار دین پلیزنت و بن واینمن، نوازندهٔ بیس تای تروهیو و درامر جی وینبرگ است. نوازندگان برجسته‌ای که در استودیو یا فعالیت‌های زندهٔ گروه مشارکت داشته‌اند شامل نوازندگان گیتار راکی جورج و مایک کلارک؛ نوازندگان بیس لوئیش مایورگا، رابرت تروهیو، را دیاز، جاش پل و استفان «تاندرکت» برونر؛ و درامرها آمری اسمیت، جیمی دی‌گراسو، بروکس واکرمن، دیوید هیدالگو جونیور، توماس پریجن، ران برونر، اریک مور، دیو لومباردو، براندون پرتزبورن، گریسون نکروتمن و نوازندهٔ جلسه‌ای، جاش فریز هستند.
در کنار گروه‌های DRI و Corrosion of Conformity و Stormtroopers of Death، سویسایدال تندنسیز اغلب به عنوان یکی از «پدرهای کراس‌اور ترش» شناخته می‌شود. آنها چهارده آلبوم استودیویی (چهار تای آنها از مطالب ضبط شده یا قبلاً منتشر شده تشکیل شده است)، دو آلبوم چندآهنگه، چهار آلبوم تقسیم شده، چهار آلبوم گردآوری‌شده و دو ویدیوی بلند منتشر کرده‌اند. گروه اولین موفقیت خود را با اولین آلبوم خود سویسایدال تندنسیز در سال ۱۹۸۳ به دست آورد؛ تک‌آهنگ «نهادینه شده است» را تولید کرد که یکی از اولین ویدیوهای هاردکور پانک بود که پخش قابل توجهی در ام‌تی‌وی دریافت کرد. محبوبیت سویسایدال تندنسیز به‌طور تصاعدی در دههٔ بعد افزایش یافت و با دومین آلبوم استودیویی آنها به ارتش بپیوندید (۱۹۸۷) که اولین آلبوم آنها در جدول بیلبورد ۲۰۰ بود، گروه شروع به آزمایش صدای سنگینی کرد که به ایجاد، توسعه و محبوبیت ژانر کراس اور ترش کمک کرد. سه آلبوم اول سویسایدال تندنسیز در ناشر بزرگ اپیک رکوردز — چگونه فردا بخندم وقتی امروز نمی‌توانم لبخند بزنم (۱۹۸۸)، کنترل شده توسط نفرت/احساس شیت... دژا وو (۱۹۸۹) و چراغ‌ها... دوربین... انقلاب! (۱۹۹۰) — در جوامع ترش متال و هوی متال به خوبی مورد استقبال قرار گرفت و دو مورد اخیر سویسایدال تندنسیز گواهینامه طلایی توسط آرآی‌ای‌ای را دریافت کردند. ششمین آلبوم استودیویی گروه با نام هنر شورش (۱۹۹۲) به بزرگ‌ترین موفقیت جدول تبدیل شد و در رتبهٔ ۵۲ بیلبورد ۲۰۰ قرار گرفت، و شامل سه تا از بزرگ‌ترین موفقیت‌های آنها «روی چرخ بخواب»، «هیچ‌کس نمی‌شنود» و «بهتر ازت متنفرم» بود. آن آلبوم، همراه با آلبوم قبلی و جانشینانش هنوز سایکو بعد از این همه سال (۱۹۹۳) و خودکشی برای زندگی (۱۹۹۴)، گروه با صداها و تأثیرات مختلف از ترش متال گرفته تا موسیقی پراگرسیو متال و فانک متال را تجربه کردند.
سویسایدال تندنسیز در سال ۱۹۹۵ پس از قطع رابطه با اپیک منحل شد. با این حال، مویر (به همراه کلارک) یک سال بعد با یک ترکیب جدید، گروه را اصلاح کرد و آلبوم‌های فریدامب (۱۹۹۹) و روحت را آزاد کن و ذهن من را نجات بده (۲۰۰۰) را منتشر کرد. خروجی ضبط شدهٔ سویسایدال تندنسیز در بقیهٔ دههٔ ۲۰۰۰ بسیار کم بود، و بیشتر به عنوان یک گروه اجرای زنده ادامه داد، اگرچه گاهی آهنگ‌های جدیدی را در کنسرت اجرا می‌کرد و آنها را در آلبوم‌های تقسیم شده یا آلبوم‌های گردآوری‌شده، از جمله دوستان و خانواده، جلد. ۲ (۲۰۰۱) و سال سایکوس (۲۰۰۸) منتشر کرد. گروه در دههٔ ۲۰۱۰ به انتشار آلبوم‌های استودیویی جدید بازگشت و با آلبومی از مطالب ضبط‌شدهٔ مجدد به نام نو مرسی فول!/خانواده خودکشی (۲۰۱۰) شروع کرد، به دنبال آن دو آلبوم با مطالب اصلی کاملاً جدید: ۱۳ (۲۰۱۳) و جهان دیوانه شده است (۲۰۱۶)؛ هر دو آلبوم با استقبال خوبی از سوی منتقدان مواجه شدند و به عنوان بازگشتی برای سویسایدال تندنسیز در نظر گرفته شدند. جدیدترین نسخه‌های آنها آلبوم چندآهنگه مبارزه خود را دریاب! است و یک آلبوم شامل مطالب منتشر نشده و دوباره ضبط شده، بعد از این همه سال هنوز سایکوپانک، که هر دو در سال ۲۰۱۸ منتشر شدند. گروه در حال حاضر روی مطالب جدید برای پانزدهمین آلبوم استودیویی خود کار می‌کند.

## سبک و تأثیر
در حالی که مطالب اولیهٔ آنها، از جمله اولین آلبوم آنها، سویسایدال تندنسیز، هاردکور پانک در نظر گرفته می‌شود، گروه به دلیل ترکیب عناصر ترش متال با فانک، پانک راک و آلترناتیو راک شناخته شده است. منتقدان همچنین سویسایدال تندنسیز را به عنوان «پدرخوانده‌های» ژانر کراس‌اور ترش توصیف کرده‌اند، که به همراه گروه‌های تگزاسی DRI و Stormtroopers of Death مستقر در نیویورک اعتبار ایجاد کرده‌اند.
هنرمندان مختلفی تحسین خود را از سویسایدال تندنسیز ابراز کرده‌اند یا آنها را به عنوان تأثیرگذار ذکر کرده‌اند، از جمله: انترکس، بادی کانت، چیلدرن آو بادم، گرین دی، جینز ادیکشن، کیل‌سوئیچ انگیج، مگادث، نوئف‌اکس، آف‌اسپرینگ، ریج اگنست د ماشین، سپولترا، سونداست، اسکریلکس، اسلیر، اسلپ‌نات، سول‌فلای، استیند، و Terror.

## اعضای گروه

### اعضای کنونی
| تصویر | نام                    | سال‌های فعالیت        | سازها                                     | انتشار مشارکت‌ها                                               |
| ----- | ---------------------- | -------------------- | ----------------------------------------- | ------------------------------------------------------------- |
|       | مایک «سایکو میکو» مویر | ۱۹۹۵–۱۹۸۵ ۱۹۹۶–اکنون | خواننده اصلی                              | همهٔ انتشارات سویسایدال تندنسیز                                |
|       | دین پلیزنت             | ۱۹۹۶–اکنون           | گیتار لید همخوان گیتار ریتم (از سال ۲۰۱۸) | تمام انتشارات سویسایدال تندنسیز از برش‌های اولیه (۱۹۹۷) به بعد |
|       | بن واینمن              | ۲۰۱۸–اکنون           | گیتار ریتم و لید همخوان                   | هیچ‌کدام تا به امروز                                           |
|       | تای تروهیو             | ۲۰۲۱–اکنون           | بیس                                       | هیچ‌کدام تا به امروز                                           |
|       | جی وینبرگ              | ۲۰۲۴–اکنون           | درام                                      | هیچ‌کدام تا به امروز                                           |

### اعضای پیشین
| تصویر | نام                    | Years active                      | سازها                                        | انتشار مشارکت‌ها |
| ----- | ---------------------- | --------------------------------- | -------------------------------------------- | --- |
|       | مایک دانیگان           | ۱۹۸۲–۱۹۸۰ (درگذشت ۲۰۲۱)           | بیس (۱۹۸۱–۱۹۸۰) گیتار لید و ریتم (۱۹۸۲–۱۹۸۱) | دموهای بدون عنوان ۱۹۸۲ «من مادرت را دیدم» (۱۹۸۳) |
|       | مایک بال               | ۱۹۸۱–۱۹۸۰                         | گیتار لید و ریتم                             | هیچ‌کدام |
|       | کارلوس «ایگی» اگرت     | ۱۹۸۱–۱۹۸۰                         | درام                                         | هیچ‌کدام |
|       | شان دانیگان            | ۱۹۸۲–۱۹۸۱ (درگذشت ۲۰۰۲)           | درام                                         | دموهای بدون عنوان ۱۹۸۲ «من مادرت را دیدم» (۱۹۸۳) |
|       | اندرو ایوانز           | ۱۹۸۲–۱۹۸۱                         | بیس                                          | هیچ‌کدام |
|       | لوئیش مایورگا          | ۱۹۸۸–۱۹۸۲                         | بیس همخوان                                   | همهٔ انتشارات سویسایدال تندنسیز از دموهای بدون عنوان ۱۹۸۲ تا به ارتش بپیوندید (۱۹۸۷)                                                                     |
|       | آمری «اوول» اسمیت      | ۱۹۸۴–۱۹۸۲                         | درام                                         | سویسایدال تندنسیز (۱۹۸۳) |
|       | ریک باتسون             | ۱۹۸۳–۱۹۸۲                         | گیتار لید و ریتم                             | هیچ‌کدام |
|       | گرانت استس             | ۱۹۸۳                              | گیتار لید و ریتم                             | سویسایدال تندنسیز (۱۹۸۳) |
|       | جان نلسون              | ۱۹۸۴–۱۹۸۳                         | گیتار لید و ریتم                             | هیچ‌کدام |
|       | لئونارد «راکی» جورج    | ۱۹۸۵–۱۹۹۴                         | گیتار لید و ریتم بیس (۱۹۸۹) همخوان           | تمام انتشارات سویسایدال تندنسیز از «به بالا نگاه کن… (پسرها برگشتند)» (۱۹۸۵) تا خودکشی برای زندگی (۱۹۹۴)                                                |
|       | رالف «آر.جی.» هررا     | ۱۹۹۱–۱۹۸۴                         | درام                                         | تمام انتشارات سویسایدال تندنسیز از «به بالا نگاه کن… (پسرها برگشتند)» (۱۹۸۵) تا چراغ‌ها... دوربین... انقلاب! (۱۹۹۰) هنوز سایکو بعد از این همه سال (۱۹۹۳) |
|       | مایک کلارک             | ۱۹۹۵–۱۹۸۸ ۲۰۱۲–۱۹۹۶               | گیتار ریتم بیس (۱۹۸۹) همخوان                 | تمام انتشارات سویسایدال تندنسیز از چگونه می‌خندم فردا وقتی امروز نمی‌توانم لبخند بزنم (۱۹۸۸) تا ۱۳ (۲۰۱۳) – فقط چهار آهنگ                                 |
|       | باب هیثکوت             | ۱۹۸۹–۱۹۸۸ (درگذشت ۲۰۲۲)           | بیس                                          | چگونه می‌خندم فردا وقتی امروز نمی‌توانم لبخند بزنم (۱۹۸۸) با کنترل نفرت/احساس شیت... دژا وو (۱۹۸۹) – فقط سه آهنگ                                          |
|       | رابرت تروهیو           | ۱۹۹۵–۱۹۸۹ ۲۰۲۳ (جایگزین) [ ۲۸ ]   | بیس همخوان                                   | تمام انتشارات سویسایدال تندنسیز از چراغ‌ها… دوربین… انقلاب! (۱۹۹۰) تا خودکشی برای زندگی (۱۹۹۴)                                                           |
|       | جیمی دی‌گراسو           | ۱۹۹۵–۱۹۹۲                         | درام                                         | خودکشی برای زندگی (۱۹۹۴) |
|       | جاش پل                 | ۲۰۰۲–۱۹۹۶                         | بیس                                          | تمام انتشارات سویسایدال تندنسیز از برش‌های اولیه (۱۹۹۷) تا دوستان و خانواده، جلد. ۲ (۲۰۰۱) ۱۳ – فقط یک آهنگ                                              |
|       | بروکس واکرمن           | ۲۰۰۱–۱۹۹۶                         | درام                                         | تمام انتشارات سویسایدال تندنسیز از برش‌های اولیه (۱۹۹۷) تا سال سایکوس (۲۰۰۸) نو مرسی فول!/خانواده خودکشی (۲۰۱۰) – هفت آهنگ                               |
|       | رونالد برونر جونیور.   | ۲۰۰۸–۲۰۰۱ (پاره وقت شروع از ۲۰۰۲) | درام                                         | سال سایکوس (۲۰۰۸) – فقط یک آهنگ نو مرسی فول!/خانواده خودکشی (۲۰۱۰) ۱۳ (۲۰۱۳) – فقط سه آهنگ                                                              |
|       | استفان «تاندرکت» برونر | ۲۰۱۱–۲۰۰۲                         | بیس                                          | سال سایکوس (۲۰۰۸) زنده در سالن المپیک (۲۰۱۰) نو مرسی فول!/خانواده خودکشی (۲۰۱۰) ۱۳ (۲۰۱۳)                                                               |
|       | دیوید هیدالگو جونیور.  | ۲۰۰۸–۲۰۰۲ (پاره وقت)              | درام                                         | زنده در سالن المپیک (۲۰۱۰) ۱۳ (۲۰۱۳) – فقط یک آهنگ |
|       | اریک مور               | ۲۰۱۴–۲۰۰۸ ۲۰۱۶–۲۰۱۴               | درام                                         | ۱۳ (۲۰۱۳) |
|       | تیم «راوبیز» ویلیامز   | ۲۰۱۴–۲۰۱۱ (تا زمان مرگش)          | بیس همخوان                                   | ۱۳ (۲۰۱۳) – فقط دو آهنگ |
|       | نیکو سانتورا           | ۲۰۱۶–۲۰۱۲                         | گیتار ریتم همخوان                            | ۱۳ (۲۰۱۳) |
|       | توماس پریجن            | ۲۰۱۴                              | درام                                         | هیچ‌کدام |
|       | مایکل مورگان           | ۲۰۱۶–۲۰۱۴                         | بیس همخوان                                   | هیچ‌کدام |
|       | را دیاز                | ۲۰۲۱–۲۰۱۶                         | بیس همخوان                                   | جهان دیوانه شده است (۲۰۱۶) مبارزه خود را ادامه دهید! (۲۰۱۸) بعد از این همه سال هنوز سایکوپانک (۲۰۱۸)                                                    |
|       | دیو لومباردو           | ۲۰۲۱–۲۰۱۶                         | درام                                         | جهان دیوانه شده است (۲۰۱۶) مبارزه خود را ادامه دهید! (۲۰۱۸) بعد از این همه سال هنوز سایکوپانک (۲۰۱۸)                                                    |
|       | جف پوگان               | ۲۰۱۸–۲۰۱۶                         | گیتار ریتم همخوان                            | جهان دیوانه شده است (۲۰۱۶) مبارزه خود را ادامه دهید! (۲۰۱۸) بعد از این همه سال هنوز سایکوپانک (۲۰۱۸)                                                    |
|       | براندون پرتزبورن       | ۲۰۲۳–۲۰۲۱                         | درام                                         | هیچ‌کدام |
|       | گریسون نکروتمن         | ۲۰۲۴–۲۰۲۳                         | درام                                         | هیچ‌کدام |

## ترانه‌شناسی
- سویسایدال تندنسیز (۱۹۸۳) Suicidal Tendencies
- به ارتش بپیوندید (۱۹۸۷) Join the Army
- چگونه فردا بخندم وقتی امروز حتی نمی‌توانم لبخند بزنم (۱۹۸۸) How Will I Laugh Tomorrow When I Can't Even Smile Today
- کنترل شده توسط نفرت/احساس شیت... دژاوو (۱۹۸۹) Controlled by Hatred/Feel Like Shit...Déjà Vu
- چراغ‌ها... دوربین... انقلاب! (۱۹۹۰) Lights...Camera...Revolution!‎
- هنر شورش (۱۹۹۲) The Art of Rebellion
- هنوز سایکو بعد از این همه سال (۱۹۹۳) Still Cyco After All These Years
- خودکشی برای زندگی (۱۹۹۴) Suicidal for Life
- فریدامب Freedumb (۱۹۹۹)
- روحت را آزاد کن و ذهن من را نجات بده (۲۰۰۰) Free Your Soul and Save My Mind
- نو مرسی فول!/خانواده خودکشی (۲۰۱۰) No Mercy Fool!/The Suicidal Family
- ۱۳ (۲۰۱۳) 13
- جهان دیوانه شده است World Gone Mad (۲۰۱۶)
- هنوز سایکوپانک بعد از این همه سال (۲۰۱۸) Still Cyco Punk After All These Years